# Infrastruktura: Ludzie Innowacje Technologie
Infrastruktura: Ludzie Innowacje Technologie (czasopismo) – branżowy miesięcznik dla Menedżerów i włodarzy miast, powiatów i gmin zamieszczający artykuły o infrastrukturze rozumianej jako podstawowe obiekty budowlane, urządzenia, przedsiębiorstwa i instytucje usługowe, organizujące przestrzeń ludzkiej aktywności.

## Historia
Czasopismo ukazuje się od września 2006 roku, najpierw jako dwumiesięcznik, a od 2008 roku jako miesięcznik. W październiku 2008 roku redakcja Infrastruktury wspólnie z Instytutem Mechanizacji Budownictwa i Górnictwa Skalnego była organizatorem debaty "Kruszywa: mity i rzeczywitość", która odbyła się podczas targów INFRA-Meeting w Expo Silesia w Sosnowcu

## Działy tematyczne
- samorządy
- gospodarka
- inwestycje infrastrukturalne
- technologie
- drogi, kolej, lotnictwo
- energetyka
- ochrona środowiska
- kruszywa

## Ważniejsi rozmówcy
- Jerzy Buzek
- Janusz Piechociński
- Jerzy Polaczek
- Bogusław Śmigielski
- Ryszard Grobelny
- Jacek Wojciechowicz
- Paweł Adamowicz
- Wojciech Lubawski